# Christine Haberlander

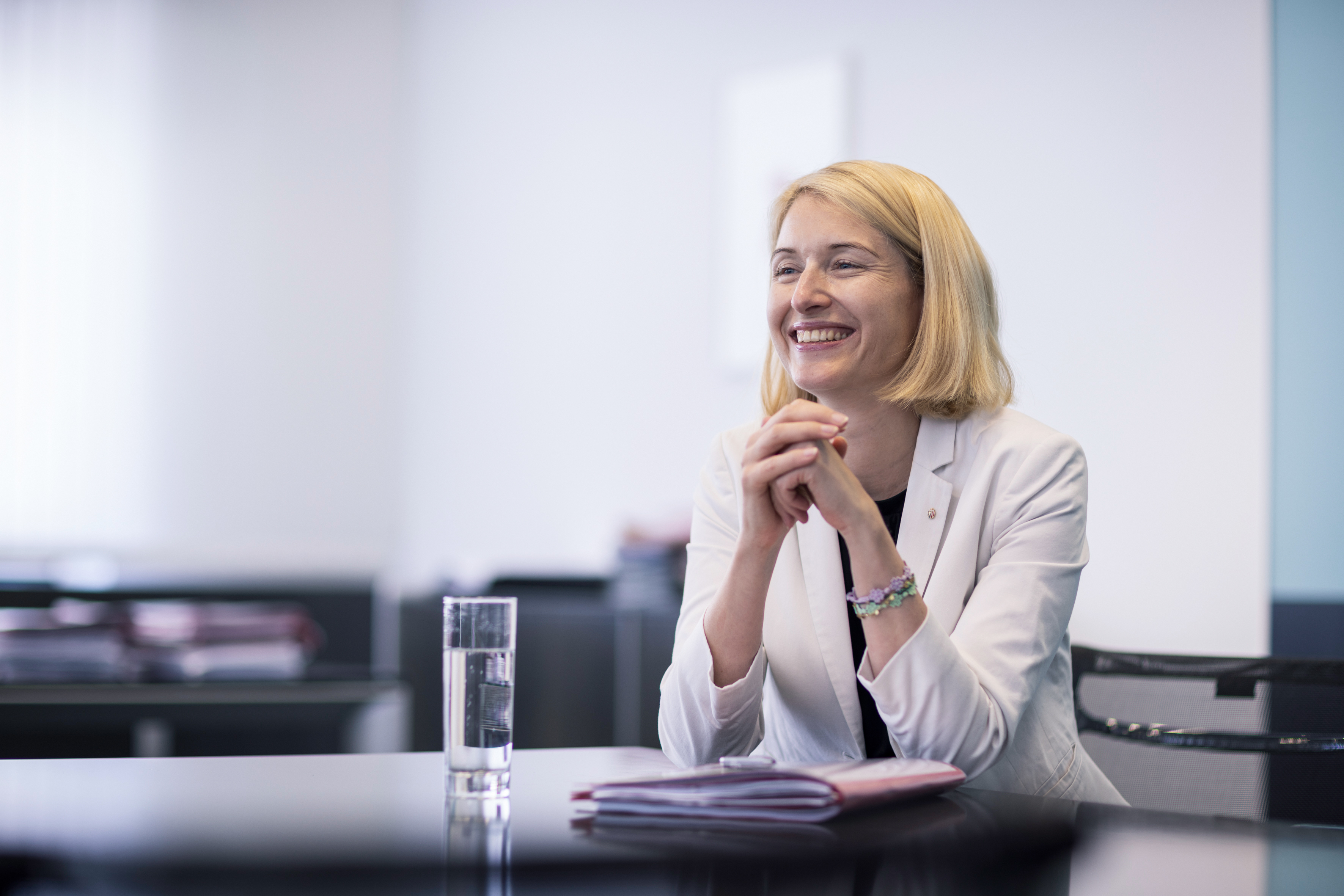
Christine Haberlander (2022)

Christine Haberlander (* 18. Oktober 1981 in Linz) ist eine österreichische Politikerin (ÖVP). Ab dem 6. April 2017 war sie oberösterreichische Landesrätin in der Landesregierung Stelzer I, seit dem 6. Dezember 2018 ist Landeshauptmann-Stellvertreterin in der Landesregierung Stelzer I bzw. Stelzer II.

## Leben
Christine Haberlander wuchs in Enns in Oberösterreich auf. Nach der Matura an der Körnerschule Linz studierte sie Wirtschaftswissenschaft an der Universität Linz, das Studium schloss sie 2012 als Magistra ab. 2009 kandidierte sie für die ÖVP bei der Europawahl. Sie arbeitete mehrere Jahre im ÖVP-Landtagsklub und war beim Landesspitalsträger Gespag für den Bereich Gesundheitsorganisation und für die Leitung des Vorstandsbüros zuständig. Ab Februar 2015 war sie im Büro von Landeshauptmann Josef Pühringer als Referentin für Gesundheitsagenden tätig.
Am 9. Februar 2017 wurde bekannt, dass sie ab 6. April 2017 nach dem Rückzug von Josef Pühringer als Landesrätin in der oberösterreichischen Landesregierung für die Ressorts Bildung, Kinderbetreuung, Gesundheit und Frauen verantwortlich sein soll. Am 6. April 2017 wurde sie zur Landesrätin gewählt und angelobt.
Haberlander lebt in Enns, wo sie seit 2009 auch Mitglied des Gemeinderates ist und gehört dem ÖVP-Arbeitnehmerbund ÖAAB, den OÖVP-Frauen und dem Wirtschaftsbund an.
Im Zuge der Regierungsbildung der Bundesregierung Kurz I nach der Nationalratswahl 2017 verhandelte sie auf ÖVP-Seite in den Fachgruppen Bildung und Gesundheit. Die geplante Rücknahme des generellen Rauchverbots bezeichnete sie als ein völlig unbefriedigendes Ergebnis und einen großen gesundheitspolitischen Rückschritt.
Am 14. Juni 2018 wurde bekanntgegeben, dass Haberlander aufgrund des Wechsels von Michael Strugl in den Vorstand des Stromkonzerns Verbund AG Strugl als Landeshauptmann-Stellvertreterin nachfolgen soll. Der Wechsel wurde am 6. Dezember 2018 vollzogen.
Seit April 2019 ist sie Obfrau des Think Tanks ACADEMIA SUPERIOR – Gesellschaft für Zukunftsforschung. Im Rahmen der Koalitionsverhandlungen zur Regierungsbildung 2019 verhandelt sie in den beiden Hauptgruppen Soziale Sicherheit, neue Gerechtigkeit und Armutsbekämpfung sowie Bildung, Wissenschaft, Forschung und Digitalisierung.
Im August 2020 wurde Haberlander im ÖAAB-Landesvorstand zur geschäftsführenden Landesobfrau gewählt. Bis zum Landestag im Frühjahr 2021 führte sie die Organisation gemeinsam mit Obmann August Wöginger. Im März 2021 wurde sie als Nachfolgerin von Wöginger zur ÖAAB-Landesobfrau gewählt, im April 2021 wurde sie auch Stellvertreterin von Bundesobmann Wöginger. Bei der Landtagswahl 2021 kandidiert sie für die Oberösterreichische Volkspartei als Spitzenkandidatin im Landtagswahlkreis Linz und Umgebung.